# 1970年オランダグランプリ
1970年オランダグランプリ (1970 Dutch Grand Prix) は、1970年のF1世界選手権第5戦として、1970年6月21日にザントフォールト・サーキットで開催された。
この日は1970 FIFAワールドカップの決勝がメキシコシティで開催されたが、本レースの終了後に行われた。
レースはチーム・ロータスのヨッヘン・リントが楔形ボディの新車ロータス・72を駆り、ポール・トゥ・ウィンで優勝したが、リントの親友であったピアス・カレッジが事故死した。

## エントリー

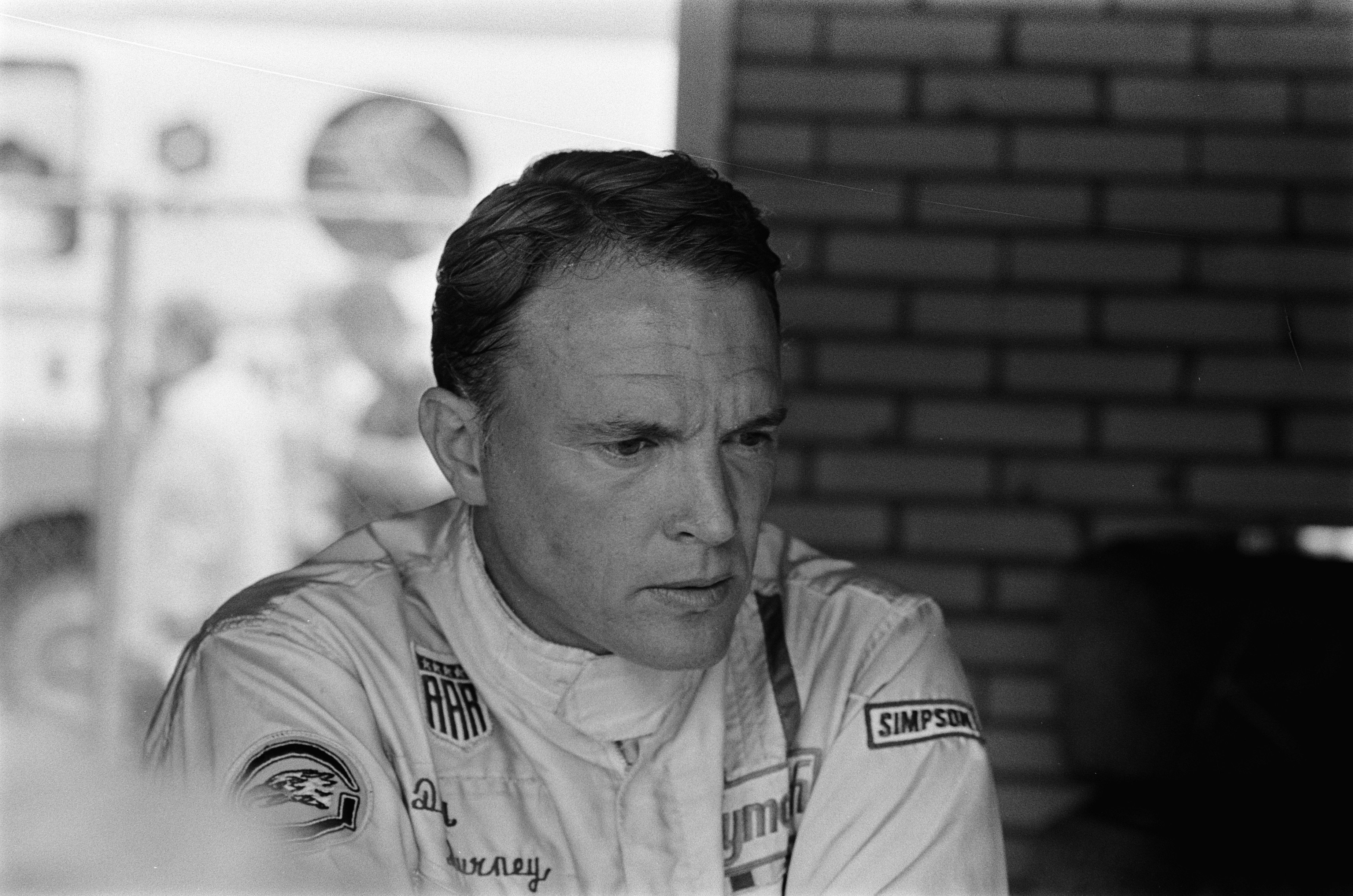
2年ぶりのF1参戦となるダン・ガーニー

ブルース・マクラーレンの死により前戦ベルギーGPを欠場したマクラーレンが復帰した。エースのデニス・ハルムはザントフォールト・サーキットには来たものの、インディ500の練習走行中に負った両腕の火傷が完治せず欠場した。F5000ドライバーの新人ピーター・ゲシンがハルムの代走を務め、亡きブルースに代わってダン・ガーニーがF1に復帰した。アルファロメオエンジンを使用する新車M14Dが完成し、アンドレア・デ・アダミッチがドライブする。また、マクラーレン勢とともに欠場したジョン・サーティースも復帰した。BRMはジョージ・イートンが復帰して3台体制に戻り、ティレルは引退したジョニー・セルボ＝ギャバンに代わるドライバーとして、新人フランソワ・セベールを起用した。ロータスは新車72の準備が整い、ヨッヘン・リントとジョン・マイルズが72を走らせる。フェラーリは前戦ベルギーGPからジャッキー・イクスのパートナーとしてイグナツィオ・ギュンティとクレイ・レガツォーニの新人2人を交代で走らせることにしたが、本レースはレガツォーニを起用した。プライベーターのシルビオ・モーザーは、イタリアのベラシにマシンの製作を依頼した。モーザーが所有していたブラバム・BT24のパーツを多用したマシンは武骨で重量過多であった。

### エントリーリスト
| チーム                                              | No. | ドライバー                     | コンストラクター | シャシー | エンジン                         | タイヤ |
| --------------------------------------------------- | --- | ------------------------------ | ---------------- | -------- | -------------------------------- | ------ |
| ヤードレー・チーム・BRM                             | 1   | ペドロ・ロドリゲス             | BRM              | P153     | BRM P142 3.0L V12                | D      |
| ヤードレー・チーム・BRM                             | 2   | ジャッキー・オリバー           | BRM              | P153     | BRM P142 3.0L V12                | D      |
| ヤードレー・チーム・BRM                             | 3   | ジョージ・イートン             | BRM              | P153     | BRM P142 3.0L V12                | D      |
| フランク・ウィリアムズ・レーシングカーズ            | 4   | ピアス・カレッジ               | デ・トマソ       | 505      | フォード・コスワース DFV 3.0L V8 | D      |
| ティレル・レーシング・オーガニゼーション            | 5   | ジャッキー・スチュワート       | マーチ           | 701      | フォード・コスワース DFV 3.0L V8 | D      |
| ティレル・レーシング・オーガニゼーション            | 6   | フランソワ・セベール           | マーチ           | 701      | フォード・コスワース DFV 3.0L V8 | D      |
| マーチ・エンジニアリング                            | 8   | クリス・エイモン               | マーチ           | 701      | フォード・コスワース DFV 3.0L V8 | F      |
| マーチ・エンジニアリング                            | 9   | ジョー・シフェール             | マーチ           | 701      | フォード・コスワース DFV 3.0L V8 | F      |
| ゴールドリーフ・チーム・ロータス                    | 10  | ヨッヘン・リント               | ロータス         | 72C      | フォード・コスワース DFV 3.0L V8 | F      |
| ゴールドリーフ・チーム・ロータス                    | 12  | ジョン・マイルズ               | ロータス         | 72B      | フォード・コスワース DFV 3.0L V8 | F      |
| ゴールドリーフ・チーム・ロータス                    | 14  | アレックス・ソラー＝ロイグ 1   | ロータス         | 49C      | フォード・コスワース DFV 3.0L V8 | F      |
| ブルックボンド・オクソ・レーシング/ロブ・ウォーカー | 15  | グラハム・ヒル                 | ロータス         | 49C      | フォード・コスワース DFV 3.0L V8 | F      |
| チーム・サーティース                                | 16  | ジョン・サーティース           | マクラーレン     | M7C      | フォード・コスワース DFV 3.0L V8 | F      |
| モーターレーシング・ディベロップメンツ・リミテッド  | 18  | ジャック・ブラバム             | ブラバム         | BT33     | フォード・コスワース DFV 3.0L V8 | G      |
| アウト・モトール・ウント・シュポルト                | 19  | ロルフ・シュトメレン           | ブラバム         | BT33     | フォード・コスワース DFV 3.0L V8 | G      |
| ブルース・マクラーレン・モーターレーシング          | 20  | ピーター・ゲシン               | マクラーレン     | M14A     | フォード・コスワース DFV 3.0L V8 | G      |
| ブルース・マクラーレン・モーターレーシング          | 32  | ダン・ガーニー                 | マクラーレン     | M14A     | フォード・コスワース DFV 3.0L V8 | G      |
| ブルース・マクラーレン・モーターレーシング          | 21  | アンドレア・デ・アダミッチ     | マクラーレン     | M14D     | アルファロメオ T33 3.0L V8       | G      |
| コーリン・クラッベ・レーシング                      | 22  | ロニー・ピーターソン           | マーチ           | 701      | フォード・コスワース DFV 3.0L V8 | G      |
| エキップ・マトラ・エルフ                            | 23  | ジャン＝ピエール・ベルトワーズ | マトラ           | MS120    | マトラ MS12 3.0L V12             | G      |
| エキップ・マトラ・エルフ                            | 24  | アンリ・ペスカロロ             | マトラ           | MS120    | マトラ MS12 3.0L V12             | G      |
| スクーデリア・フェラーリ SpA SEFAC                  | 25  | ジャッキー・イクス             | フェラーリ       | 312B     | フェラーリ 001 3.0L F12          | F      |
| スクーデリア・フェラーリ SpA SEFAC                  | 26  | クレイ・レガツォーニ           | フェラーリ       | 312B     | フェラーリ 001 3.0L F12          | F      |
| STPコーポレーション                                 | 28  | マリオ・アンドレッティ 1       | マーチ           | 701      | フォード・コスワース DFV 3.0L V8 | F      |
| シルビオ・モーザー・レーシングチーム                | 29  | シルビオ・モーザー             | ベラシ           | F1 70    | フォード・コスワース DFV 3.0L V8 | G      |
| トム・ウィートクロフト・レーシング                  | 30  | デレック・ベル 1               | ブラバム         | BT26A    | フォード・コスワース DFV 3.0L V8 | G      |
| ピート・ラブリー・フォルクスワーゲン・インク        | 31  | ピート・ラブリー               | ロータス         | 49B      | フォード・コスワース DFV 3.0L V8 | F      |
| ソース:                                             |     |                                |                  |          |                                  |        |

追記
- ^1 - マシンが準備できず[9]

## 予選
本レースは決勝へ進出できるのは20台に定められ、スペインGPやモナコGPと同様に、主要チームのエースドライバー（ジャッキー・スチュワート（ティレル/マーチ）、ヨッヘン・リント（ロータス）、ジャッキー・イクス（フェラーリ）、クリス・エイモン（マーチ）、ペドロ・ロドリゲス（BRM）、ジャック・ブラバム（ブラバム）、ジャン＝ピエール・ベルトワーズ（マトラ）、ジョン・サーティース（サーティース/マクラーレン）、グラハム・ヒル（ロブ・ウォーカー/ロータス）、ダン・ガーニー（マクラーレン）は自動的に決勝への出走が保証された。
リントが今季初のポールポジションを獲得し、スチュワートとイクスとともにフロントローに並んだ。エイモンとジャッキー・オリバー（BRM）が2列目、クレイ・レガツォーニ（フェラーリ）、ロドリゲス、ジョン・マイルズ（ロータス）が3列目を占め、ピアス・カレッジ（ウィリアムズ/デ・トマソ）とベルトワーズが続いた。ブラバムとロドリゲスはアクシデントに見舞われたが、両者とも無傷だった。

### 予選結果
| 順位    | No. | ドライバー                     | コンストラクター            | タイム  | 差    | グリッド |
| ------- | --- | ------------------------------ | --------------------------- | ------- | ----- | -------- |
| 1       | 10  | ヨッヘン・リント               | ロータス-フォード           | 1:18.30 | -     | 1 1      |
| 2       | 5   | ジャッキー・スチュワート       | マーチ-フォード             | 1:18.73 | +0.43 | 2 1      |
| 3       | 25  | ジャッキー・イクス             | フェラーリ                  | 1:18.93 | +0.63 | 3 1      |
| 4       | 8   | クリス・エイモン               | マーチ-フォード             | 1:19.25 | +0.95 | 4 1      |
| 5       | 2   | ジャッキー・オリバー           | BRM                         | 1:19.30 | +1.00 | 5        |
| 6       | 26  | クレイ・レガツォーニ           | フェラーリ                  | 1:19.48 | +1.18 | 6        |
| 7       | 1   | ペドロ・ロドリゲス             | BRM                         | 1:20.07 | +1.77 | 7 1      |
| 8       | 12  | ジョン・マイルズ               | ロータス-フォード           | 1:20.24 | +1.94 | 8        |
| 9       | 4   | ピアス・カレッジ               | デ・トマソ-フォード         | 1:20.32 | +2.02 | 9        |
| 10      | 23  | ジャン＝ピエール・ベルトワーズ | マトラ                      | 1:20.38 | +2.08 | 10 1     |
| 11      | 20  | ピーター・ゲシン               | マクラーレン-フォード       | 1:20.41 | +2.11 | 11       |
| 12      | 18  | ジャック・ブラバム             | ブラバム-フォード           | 1:20.76 | +2.46 | 12 1     |
| 13      | 24  | アンリ・ペスカロロ             | マトラ                      | 1:20.89 | +2.59 | 13       |
| 14      | 16  | ジョン・サーティース           | マクラーレン-フォード       | 1:21.18 | +2.88 | 14 1     |
| 15      | 6   | フランソワ・セベール           | マーチ-フォード             | 1:21.18 | +2.88 | 15       |
| 16      | 22  | ロニー・ピーターソン           | マーチ-フォード             | 1:21.24 | +2.94 | 16       |
| 17      | 9   | ジョー・シフェール             | マーチ-フォード             | 1:21.27 | +2.97 | 17       |
| 18      | 3   | ジョージ・イートン             | BRM                         | 1:21.35 | +3.05 | 18       |
| 19      | 32  | ダン・ガーニー                 | マクラーレン-フォード       | 1:21.36 | +3.06 | 19 1     |
| 20      | 21  | アンドレア・デ・アダミッチ     | マクラーレン-アルファロメオ | 1:21.36 | +3.06 | DNQ      |
| 21      | 15  | グラハム・ヒル                 | ロータス-フォード           | 1:21.63 | +3.33 | 20 1     |
| 22      | 19  | ロルフ・シュトメレン           | ブラバム-フォード           | 1:22.34 | +4.04 | DNQ      |
| 23      | 31  | ピート・ラブリー               | ロータス-フォード           | 1:23.37 | +5.07 | DNQ      |
| 24      | 29  | シルビオ・モーザー             | ベラシ-フォード             | 1:24.29 | +5.99 | DNQ      |
| ソース: |     |                                |                             |         |       |          |

追記
- ^1 - あらかじめ決勝進出のシード権が与えられていた[11]

## 決勝

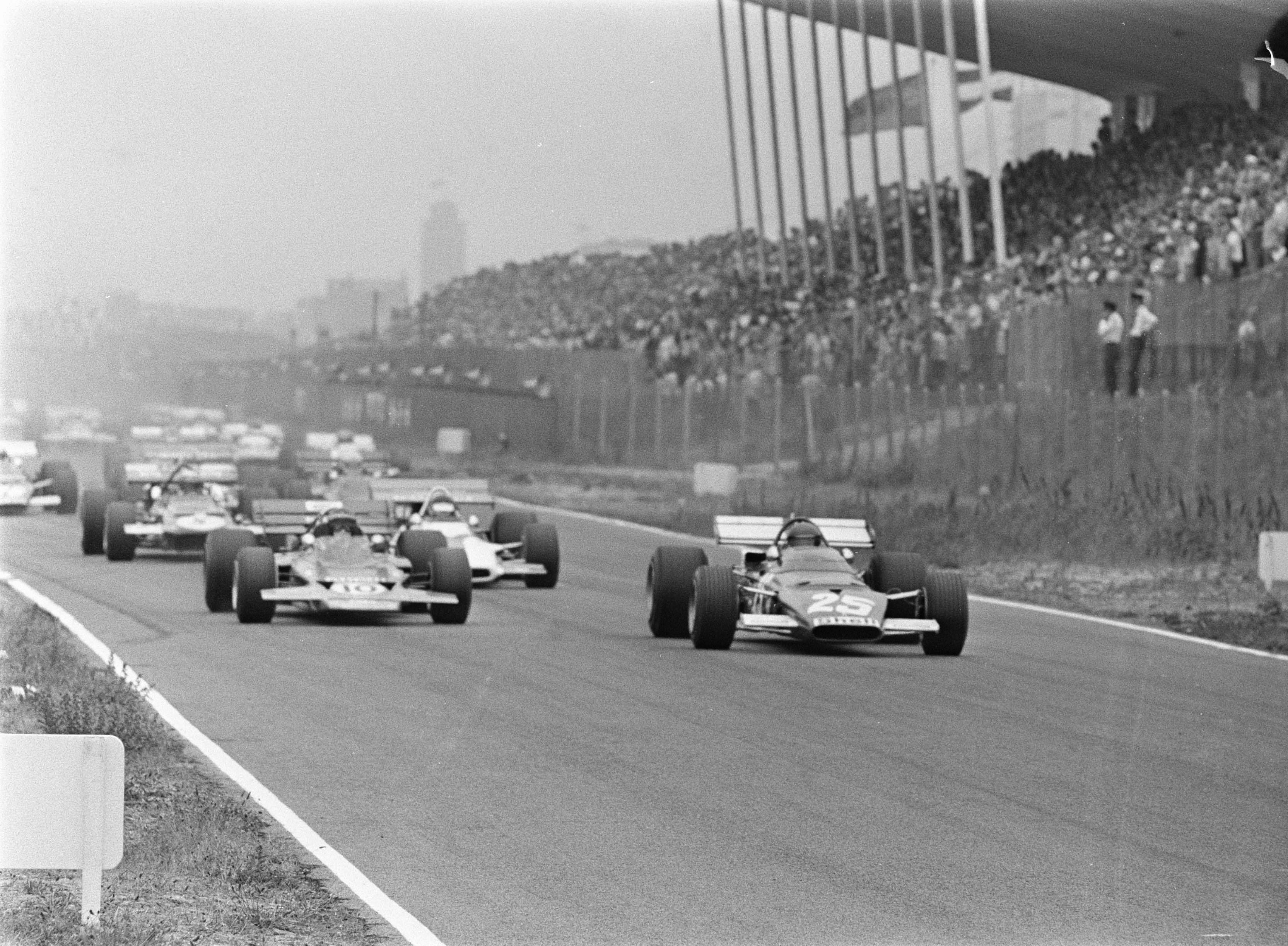
スタートでヨッヘン・リントの前に出たジャッキー・イクス

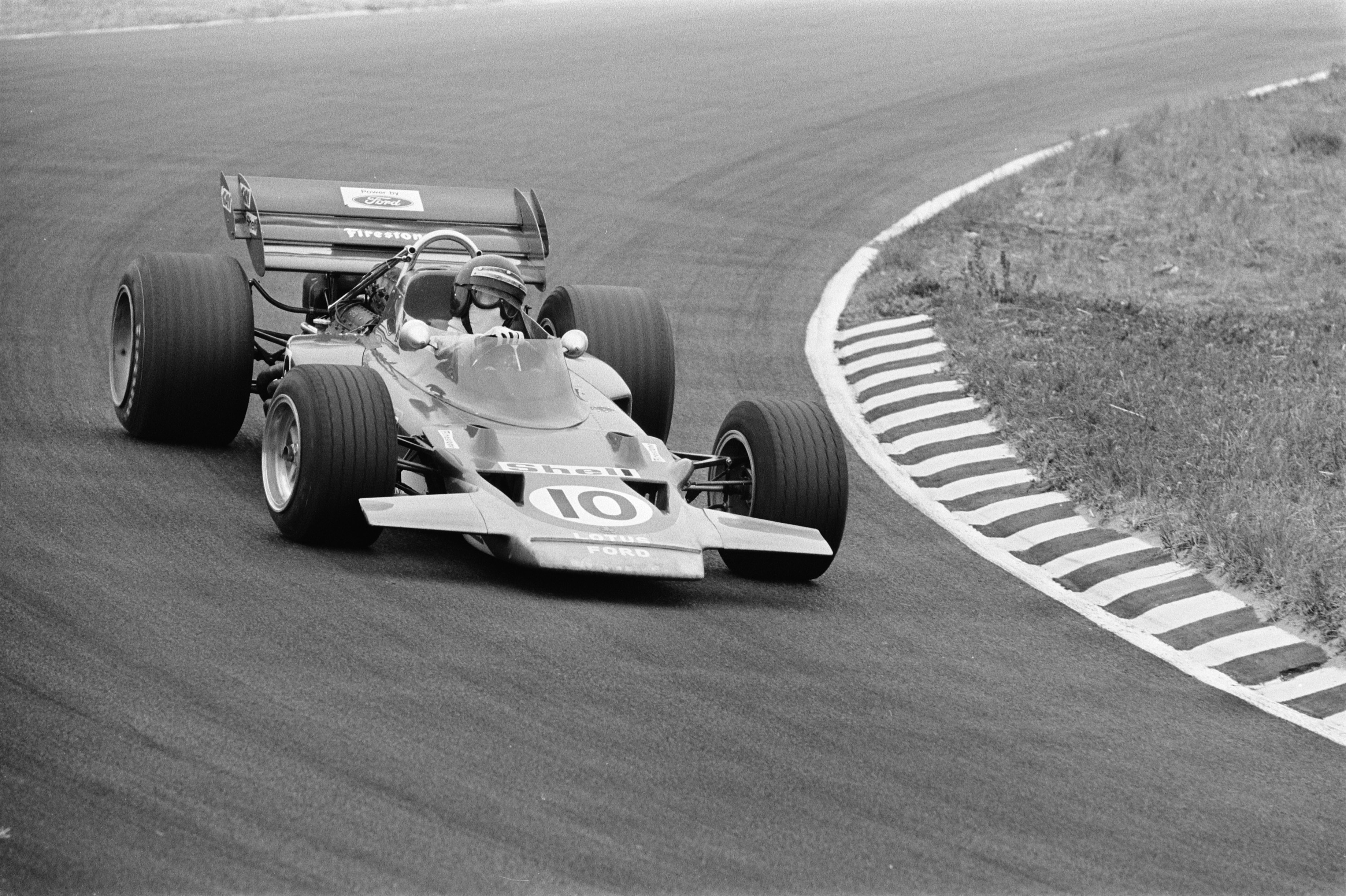
リントは革新的なロータス・72に初勝利をもたらした。

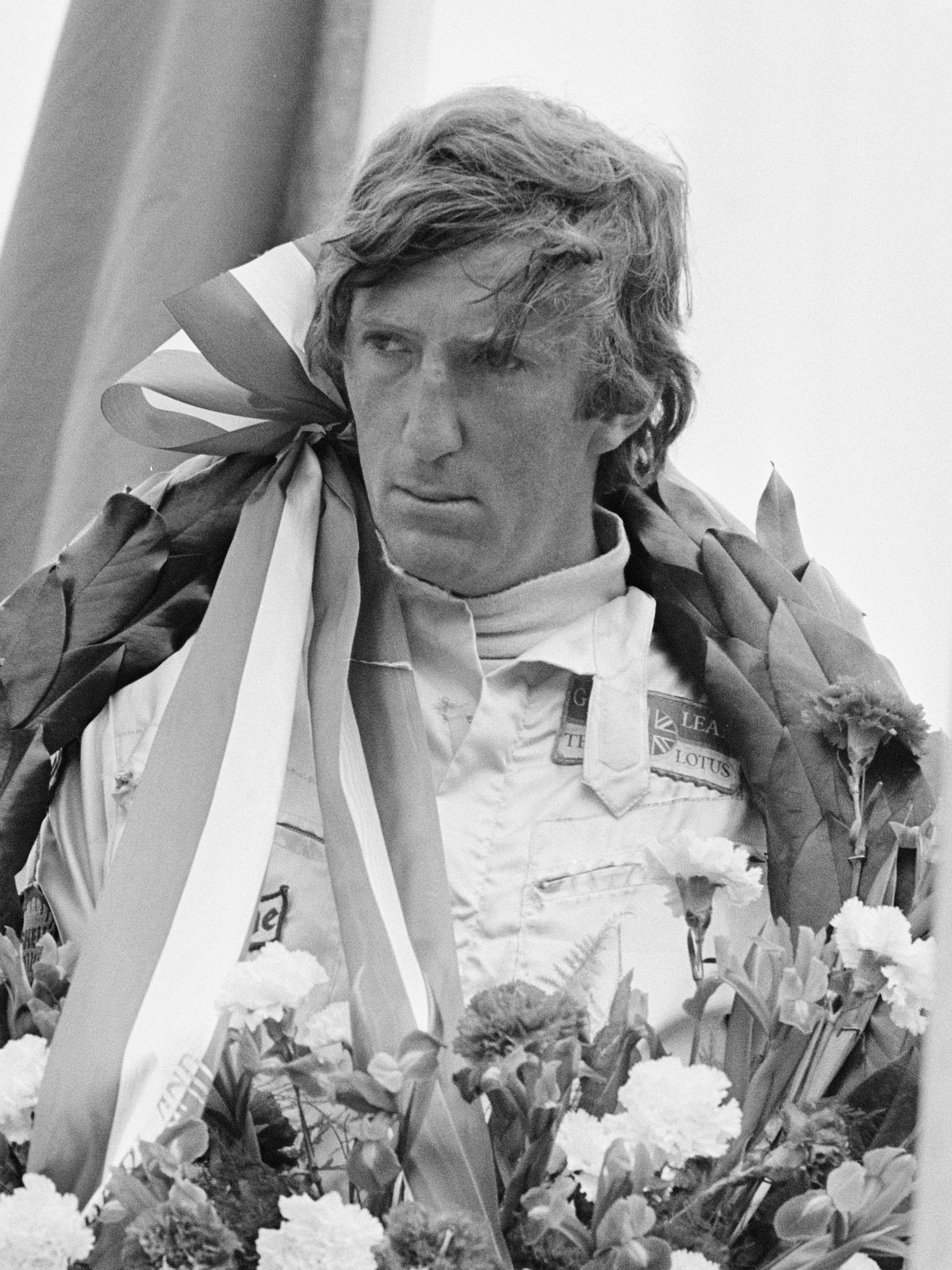
優勝したリント

決勝当日は曇り空で、メキシコシティで開催される1970 FIFAワールドカップの決勝と重なるのを避けるため、レースの開始時間が15:00（CEST/UTC+2）から13:00（同）に早められた。
スタートでジャッキー・イクスがヨッヘン・リントの前に出たが、リントは2周目に満タン（50-55ガロン）のガソリンを積んだ状態でファステストラップを出し、3周目のターザンヘアピンでイクスを抜いた。コーリン・チャップマンが制作したアンチスクワットが持続するロータス・72でジョン・マイルズは1周目に5位まで順位を上げ、オーバーテイクが容易でないことがわかった。このことはチーム・ロータスを助けた。リントが29周目から32周目の4周でジャック・ブラバム、ジャン＝ピエール・ベルトワーズ、ジョン・サーティース、マイルズの4台を周回遅れにしたのに対し、イクスやジャッキー・スチュワートは彼らを周回遅れにするのに7周を要した。マイルズは49周目にベルトワーズに抜かれ、海岸の砂浜から大きい波が見えると2台目のロータス・72はグリップを失い、残り4周でサーティースがマイルズを抜いて6位に入賞した。
本レースで2台目のフェラーリ・312Bを走らせたクレイ・レガツォーニがデビュー戦でチームメイトのイクスに続く4位に入賞し、フェラーリの復活を印象づけたが、死亡事故によって台無しとなった。ウィリアムズからデ・トマソを駆るピアス・カレッジが22周目、トンネルオースト手前の縁石に乗りげてサスペンションが破損し、芝生の土手をまっすぐに登った。マシンは宙返りをした後に爆発し、カレッジはフロントタイヤに頭をぶつけて即死した。激しい炎によって事故現場周辺の木々を明るくした。1973年にも同様の事故が起こり、ロジャー・ウィリアムソンが亡くなっている。カレッジの事故死にチーム監督で親友でもあったフランク・ウィリアムズが受けたショックは大きかった。革新的なロータス・72が本調子を発揮して今季2勝目を挙げたリントも親友のカレッジの死に大きなショックを受け、この年限りでの引退を真剣に考えるようになった。

### レース結果
| 順位    | No. | ドライバー                     | コンストラクター            | 周回数 | タイム/リタイア原因 | グリッド | ポイント |
| ------- | --- | ------------------------------ | --------------------------- | ------ | ------------------- | -------- | -------- |
| 1       | 10  | ヨッヘン・リント               | ロータス-フォード           | 80     | 1:50:43.41          | 1        | 9        |
| 2       | 5   | ジャッキー・スチュワート       | マーチ-フォード             | 80     | +30.00              | 2        | 6        |
| 3       | 25  | ジャッキー・イクス             | フェラーリ                  | 79     | +1 Lap              | 3        | 4        |
| 4       | 26  | クレイ・レガツォーニ           | フェラーリ                  | 79     | +1 Lap              | 6        | 3        |
| 5       | 23  | ジャン＝ピエール・ベルトワーズ | マトラ                      | 79     | +1 Lap              | 10       | 2        |
| 6       | 16  | ジョン・サーティース           | マクラーレン-フォード       | 79     | +1 Lap              | 14       | 1        |
| 7       | 12  | ジョン・マイルズ               | ロータス-フォード           | 78     | +2 Laps             | 8        |          |
| 8       | 24  | アンリ・ペスカロロ             | マトラ                      | 78     | +2 Laps             | 13       |          |
| 9       | 22  | ロニー・ピーターソン           | マーチ-フォード             | 78     | +2 Laps             | 16       |          |
| 10      | 1   | ペドロ・ロドリゲス             | BRM                         | 77     | +3 Laps             | 7        |          |
| 11      | 18  | ジャック・ブラバム             | ブラバム-フォード           | 76     | +4 Laps             | 12       |          |
| NC      | 15  | グラハム・ヒル                 | ロータス-フォード           | 71     | 規定周回数不足      | 20       |          |
| Ret     | 6   | フランソワ・セベール           | マーチ-フォード             | 31     | エンジン            | 15       |          |
| Ret     | 3   | ジョージ・イートン             | BRM                         | 26     | オイル漏れ          | 18       |          |
| Ret     | 2   | ジャッキー・オリバー           | BRM                         | 23     | エンジン            | 5        |          |
| Ret     | 4   | ピアス・カレッジ               | デ・トマソ-フォード         | 22     | 事故死              | 9        |          |
| Ret     | 9   | ジョー・シフェール             | マーチ-フォード             | 22     | エンジン            | 17       |          |
| Ret     | 20  | ピーター・ゲシン               | マクラーレン-フォード       | 18     | アクシデント        | 11       |          |
| Ret     | 32  | ダン・ガーニー                 | マクラーレン-フォード       | 2      | エンジン            | 19       |          |
| Ret     | 8   | クリス・エイモン               | マーチ-フォード             | 1      | クラッチ            | 4        |          |
| DNQ     | 21  | アンドレア・デ・アダミッチ     | マクラーレン-アルファロメオ |        | 予選不通過          |          |          |
| DNQ     | 19  | ロルフ・シュトメレン           | ブラバム-フォード           |        | 予選不通過          |          |          |
| DNQ     | 31  | ピート・ラブリー               | ロータス-フォード           |        | 予選不通過          |          |          |
| DNQ     | 29  | シルビオ・モーザー             | ベラシ-フォード             |        | 予選不通過          |          |          |
| ソース: |     |                                |                             |        |                     |          |          |

優勝者ヨッヘン・リントの平均速度
181.772 km/h (112.948 mph)
ファステストラップ
- ジャッキー・イクス - 1:19.23（22周目）

ラップリーダー
太字は最多ラップリーダー
- ジャッキー・イクス - 2周 (Lap 1-2)
- ヨッヘン・リント - 78周 (Lap 3-80)

## 第5戦終了時点のランキング
|         | 順位 | ドライバー               | ポイント |
| ------- | ---- | ------------------------ | -------- |
| 1       | 1    | ジャッキー・スチュワート | 19       |
| 2       | 2    | ヨッヘン・リント         | 18       |
| 2       | 3    | ジャック・ブラバム       | 15       |
| 1       | 4    | ペドロ・ロドリゲス       | 10       |
|         | 5    | デニス・ハルム           | 9        |
| ソース: |      |                          |          |

|         | 順位 | コンストラクター      | ポイント |
| ------- | ---- | --------------------- | -------- |
|         | 1    | マーチ-フォード       | 25       |
| 2       | 2    | ロータス-フォード     | 23       |
| 1       | 3    | ブラバム-フォード     | 17       |
| 1       | 4    | マクラーレン-フォード | 16       |
|         | 5    | マトラ                | 13       |
| ソース: |      |                       |          |

- 注:  トップ5のみ表示。前半7戦のうちベスト6戦及び後半6戦のうちベスト5戦がカウントされる。